# Klantenmotor
Een klantenmotor is een inbouwmotorblok in een auto, dat de autofabrikant van een andere autofabrikant heeft betrokken. De term "klantenmotor" wordt meestal (of uitsluitend) gebruikt in de context van de Formule 1. In deze tak van de auto-industrie is het gebruik van motoren van andere merken heel gebruikelijk, omdat op die manier ontwikkelingskosten worden bespaard.
In 2015/2016 ontstond er binnen de Formule 1-racewereld discussie over de klantenmotor. Het bleek dat de raceteams van motorbouwers hun nieuwste motoren slechts in hun eigen racewagens wilden plaatsen en niet als klantenmotor aan andere partijen wilden aanbieden. Dit betekende oneerlijke concurrentie voor de niet-motorbouwers. Om de niet-motorbouwers tegemoet te komen, stelde de FIA daarom een standaardmotor voor die als klantenmotor in alle racewagens ingebouwd zou moeten worden. Het Britse ingenieursbedrijf RML was een van de gegadigden om deze motor te maken. Het voorstel voor een universele motor werd verworpen door de raceteams met eigen motorbouwers, maar Ferrari, Mercedes, Renault en Honda stemden wel in met een prijslimiet voor klantenmotoren, en er werden plannen ontwikkeld om door middel van regels en richtlijnen de prestaties van de verschillende krachtbronnen meer op elkaar af te stemmen.